# John Eldredge
John Eldredge (San Francisco, 30 agosto 1904 – Laguna Beach, 23 settembre 1961) è stato un attore statunitense.
È apparso in oltre 120 film dal 1934 al 1960 ed ha recitato in più di 80 produzioni per la televisione dal 1949 al 1961. Nel corso della sua carriera, fu accreditato anche con i nomi John Eldrege, John Eldridge e John Elredge.

## Biografia
John Eldredge nacque a San Francisco, in California, il 30 agosto 1904. Per diversi anni lavorò in teatro nella zona di New York. Debuttò nel cinema a metà degli anni trenta dopo aver firmato un contratto con la Warner Bros.
Per il cinema interpretò numerosi ruoli, alcuni non accreditati, come il tenente Biddle in Passeggiata d'amore (1934), il dottor Burton in Il dottor Socrate (1935), Lloyd Skinner in Il nemico dell'impossibile (1937), il paziente affetto da amnesia Henry Adams in Lo strano caso del dr. Kildare (1940), Lon Preiser in Una pallottola per Roy (1941), Mr. Turner in Gli invasori spaziali (1953) e il capitano di polizia H.B. Collins in Ho sposato un mostro venuto dallo spazio (1958).
Assiduo interprete televisivo, come personaggio regolare interpretò Harry Archer in 39 episodi della serie Meet Corliss Archer (1954). Impersonò poi una miriade di ruoli minori con una serie di apparizioni da guest star in decine di episodi di serie televisive, anche con ruoli diversi in più di un episodio, come ad esempio tre episodi di Il cavaliere solitario, sei episodi di Cowboy G-Men, tre episodi di Scienza e fantasia, tre episodi di Hey, Jeannie!, quattro episodi di Letter to Loretta e due episodi di Bachelor Father.
Terminò la carriera televisiva interpretando Victor Mitchell nell'episodio A Bullet for the Boy della serie Peter Gunn che fu mandato in onda il 29 maggio 1961, mentre per il cinema l'ultimo ruolo che interpretò fu quello di Endicott nel film Cinque pistole (1960).
Morì a Laguna Beach, in California, il 23 settembre 1961 e fu seppellito al Pacific View Memorial Park di Corona del Mar.

## Filmografia

### Cinema
- The Man with Two Faces, regia di Archie Mayo (1934)
- Passeggiata d'amore (Flirtation Walk), regia di Frank Borzage (1934)
- The White Cockatoo (1935)
- The Woman in Red (1935)
- The Girl from 10th Avenue (1935)
- La lampada cinese (Oil for the Lamps of China) (1935)
- Mariti in pericolo (The Goose and the Gander) (1935)
- Il dottor Socrate (Dr. Socrates) (1935)
- Man of Iron (1935)
- Paura d'amare (Dangerous) (1935)
- The Murder of Dr. Harrigan (1936)
- Snowed Under, regia di Ray Enright (1936)
- Murder by an Aristocrat (1936)
- L'ultima prova (His Brother's Wife) (1936)
- Seguite il vostro cuore (Follow Your Heart) (1936)
- Adventure in Manhattan (1936)
- Mysterious Crossing (1936)
- The Holy Terror, regia di James Tinling (1937)
- Fair Warning (1937)
- Charlie Chan alle olimpiadi (Charlie Chan at the Olympics) (1937)
- Il nemico dell'impossibile (The Go Getter) (1937)
- Mr. Dodd Takes the Air (1937)
- One Mile from Heaven (1937)
- Sh! The Octopus (1937)
- Women Are Like That (1938)
- A Crime Does Not Pay Subject: They're Always Caught (1938)
- King of the Underworld, regia di Lewis Seiler (1939)
- Persons in Hiding (1939)
- Vicolo cieco (1939)
- Undercover Doctor (1939)
- Television Spy (1939)
- Private Detective (1939)
- The Marines Fly High (1940)
- Lo strano caso del dr. Kildare (Dr. Kildare's Strange Case) (1940)
- Son of Roaring Dan (1940)
- The Devil's Pipeline (1940)
- Always a Bride (1940)
- Una pallottola per Roy (High Sierra), regia di Raoul Walsh (1941)
- Flight from Destiny (1941)
- Horror Island (1941)
- The Black Cat (1941)
- Fiori nella polvere (Blossoms in the Dust) (1941)
- Life Begins for Andy Hardy (1941)
- La prima è stata Eva (It Started with Eve) (1941)
- Mr. District Attorney in the Carter Case (1941)
- The Mad Doctor of Market Street (1942)
- Sabotatori (Saboteur) (1942)
- Tough As They Come (1942)
- Madame Spy, regia di Roy William Neill (1942)
- Swing Out the Blues (1943)
- Beautiful But Broke (1944)
- Bermuda Mystery (1944)
- Song of Nevada (1944)
- Dangerous Passage (1944)
- Eve Knew Her Apples (1945)
- Circumstantial Evidence, regia di John Larkin (1945)
- The Master Key, regia di Lewis D. Collins e Ray Taylor - serial (1945)
- Dangerous Partners (1945)
- Bad Men of the Border (1945)
- Live Wires, regia di Phil Karlson (1946)
- Up Goes Maisie (1946)
- I Ring Doorbells (1946)
- Swing Parade 1946 (Swing Parade of 1946) (1946)
- Lost City of the Jungle (1946)
- Passkey to Danger (1946)
- The French Key (1946)
- Dark Alibi (1946)
- Little Miss Big (1946)
- Tentazione (Temptation) (1946)
- Backlash (1947)
- Seven Were Saved (1947)
- Second Chance (1947)
- The Fabulous Joe (1947)
- The Hal Roach Comedy Carnival (1947)
- California's Golden Beginning (1948)
- Angels' Alley (1948)
- Smart Woman, regia di Edward A. Blatt (1948)
- Jinx Money (1948)
- Il verdetto (Sealed Verdict) (1948)
- Smith il taciturno (Whispering Smith) (1948)
- The Sky Dragon (1949)
- Duello infernale (Stampede) (1949)
- The Sickle or the Cross (1949)
- La pietra dello scandalo (Top o' the Morning) (1949)
- Square Dance Jubilee (1949)
- Unmasked (1950)
- Botta senza risposta (Champagne for Caesar) (1950)
- Lonely Heart Bandits (1950)
- Rustlers on Horseback (1950)
- La sposa illegittima (The Groom Wore Spurs) (1951)
- Insurance Investigator (1951)
- Solitudine (Night Into Morning) (1951)
- No Questions Asked (1951)
- L'avventuriera (The Law and the Lady) (1951)
- Un americano a Parigi (An American in Paris) (1951)
- Angels in the Outfield (1951)
- All That I Have (1951)
- Street Bandits (1951)
- For Men Only (1952)
- Lo sprecone (Just This Once) (1952)
- Scaramouche (1952)
- Nessuno mi salverà (The Sniper) (1952)
- Fearless Fagan (1952)
- No Holds Barred (1952)
- Girls in the Night (1953)
- Gli invasori spaziali (Invaders from Mars) (1953)
- Ma and Pa Kettle on Vacation (1953)
- The Great Adventures of Captain Kidd (1953)
- Racing Blood, regia di Wesley Barry (1954)
- La morsa si chiude (Loophole) (1954)
- City Story (1954)
- Desperado (The Desperado) (1954)
- L'avventuriero di Hong Kong (Soldier of Fortune) (1955)
- The Toughest Man Alive (1955)
- Donne... dadi... denaro (Meet Me in Las Vegas) (1956)
- Tigrotto (The Toy Tiger) (1956)
- Lassù qualcuno mi ama (Somebody Up There Likes Me) (1956)
- Congiura al castello (Francis in the Haunted House) (1956)
- Vita di una commessa viaggiatrice (The First Traveling Saleslady) (1956)
- God Is My Partner (1957)
- L'albero della vita (Raintree County) (1957)
- Ho sposato un mostro venuto dallo spazio (I Married a Monster from Outer Space) (1958)
- Cinque pistole (Five Guns to Tombstone) (1960)

### Televisione
- The Life of Riley – serie TV, 2 episodi (1949-1950)
- Il cavaliere solitario (The Lone Ranger) – serie TV, 3 episodi (1950)
- The Adventures of Kit Carson – serie TV, 5 episodi (1951-1953)
- Squadra mobile (Racket Squad) – serie TV, 2 episodi (1951)
- Le inchieste di Boston Blackie (Boston Blackie) – serie TV, 2 episodi (1951)
- Cowboy G-Men – serie TV, 6 episodi (1952-1953)
- Wild Bill Hickok (Adventures of Wild Bill Hickok) – serie TV, 3 episodi (1952-1955)
- Sky King – serie TV, un episodio (1952)
- La mia piccola Margie (My Little Margie) – serie TV, 2 episodi (1953-1954)
- Adventures of Superman – serie TV, 4 episodi (1953-1958)
- The Amos 'n Andy Show – serie TV, 2 episodi (1953)
- I'm the Law – serie TV, un episodio (1953)
- Death Valley Days – serie TV, un episodio (1953)
- Four Star Playhouse – serie TV, 2 episodi (1953)
- Meet Corliss Archer – serie TV, 39 episodi (1954)
- Cavalcade of America – serie TV, un episodio (1954)
- Mr. & Mrs. North – serie TV, un episodio (1954)
- Fireside Theatre – serie TV, un episodio (1954)
- Stories of the Century – serie TV, un episodio (1954)
- Annie Oakley – serie TV, un episodio (1954)
- The Public Defender – serie TV, un episodio (1954)
- General Electric Theater – serie TV, episodio 2x23 (1954)
- Topper – serie TV, 2 episodi (1954)
- Mickey Rooney Show (The Mickey Rooney Show) – serie TV, episodio 1x03 (1954)
- The Adventures of Falcon – serie TV, un episodio (1954)
- Letter to Loretta – serie TV, 4 episodi (1955-1959)
- The Joe Palooka Story – serie TV, un episodio (1955)
- It's a Great Life – serie TV, un episodio (1955)
- Soldiers of Fortune – serie TV, un episodio (1955)
- Lux Video Theatre – serie TV, un episodio (1955)
- The Great Gildersleeve – serie TV, un episodio (1955)
- Hey, Jeannie! – serie TV, 3 episodi (1956-1958)
- Chevron Hall of Stars – serie TV, un episodio (1956)
- The Ford Television Theatre – serie TV, un episodio (1956)
- Matinee Theatre – serie TV, 2 episodi (1956)
- Telephone Time – serie TV, episodio 1x16 (1956)
- Il conte di Montecristo (The Count of Monte Cristo) – serie TV, un episodio (1956)
- Scienza e fantasia (Science Fiction Theatre) – serie TV, episodi 1x38-2x06-2x27 (1956)
- The Adventures of Dr. Fu Manchu – serie TV, un episodio (1956)
- The George Burns and Gracie Allen Show – serie TV, 2 episodi (1956)
- Richard Diamond (Richard Diamond, Private Detective) – serie TV, 2 episodi (1957-1958)
- The Gray Ghost – serie TV, episodio 1x29 (1957)
- The Gale Storm Show: Oh! Susanna – serie TV, un episodio (1957)
- I racconti del West (Zane Grey Theater) – serie TV, un episodio (1957)
- Sheriff of Cochise – serie TV, un episodio (1957)
- The 20th Century-Fox Hour – serie TV, episodio 2x13 (1957)
- Lucy ed io (I Love Lucy) – serie TV, un episodio (1957)
- Le leggendarie imprese di Wyatt Earp (The Life and Legend of Wyatt Earp) – serie TV, un episodio (1957)
- Tales of Wells Fargo – serie TV, un episodio (1957)
- The Fisher Family – serie TV, un episodio (1957)
- Goodyear Theatre – serie TV, episodio 1x05 (1957)
- Casey Jones – serie TV, un episodio (1957)
- December Bride – serie TV, un episodio (1958)
- The Millionaire – serie TV, un episodio (1958)
- Alcoa Theatre – serie TV, 2 episodi (1958)
- Perry Mason – serie TV, un episodio (1958)
- Trackdown – serie TV, un episodio (1958)
- Indirizzo permanente (77 Sunset Strip) – serie TV, un episodio (1958)
- The Texan – serie TV, episodio 1x14 (1958)
- Flight – serie TV, episodio 1x15 (1958)
- Ricercato vivo o morto (Wanted: Dead or Alive) – serie TV, episodi 1x35-3x04 (1959-1960)
- Shotgun Slade – serie TV, un episodio (1959)
- Schlitz Playhouse of Stars – serie TV, episodio 8x10 (1959)
- Northwest Passage – serie TV, un episodio (1959)
- Il tenente Ballinger (M Squad) – serie TV, un episodio (1959)
- Il carissimo Billy (Leave It to Beaver) – serie TV, un episodio (1959)
- The Lawless Years – serie TV, un episodio (1959)
- Markham – serie TV, un episodio (1959)
- U.S. Marshal – serie TV, 2 episodi (1959)
- Bachelor Father – serie TV, 2 episodi (1959)
- Johnny Staccato – serie TV, episodio 1x25 (1960)
- The Grand Jury – serie TV, un episodio (1960)
- Not for Hire – serie TV, episodio 1x25 (1960)
- Bonanza - serie TV, episodio 1x30 (1960)
- Lock-Up – serie TV, episodio 1x35 (1960)
- The Real McCoys – serie TV, un episodio (1960)
- Ai confini della realtà (The Twilight Zone) – serie TV, un episodio (1961)
- Angel – serie TV, un episodio (1961)
- Mister Ed, il mulo parlante (Mister Ed) – serie TV, un episodio (1961)
- Peter Gunn – serie TV, episodio 3x33 (1961)